# Музаффариди
Музаффариди — династія, що утворила у 1314 році власну державу на півдні та центрі Персії після занепаду Держави Хулагуїдів. Деякий час боролася за панування над усією Персією. Зрештою Музаффариди вступили у протистояння з Тимуром, еміром Західного Чагатайського улусу. В цій війні зазнали поразки й були повалені 1393 року.

## Історія
Предки Музаффариди походили з арабської сунітської родини, що за часів Аббасидського халіфату перебралися до Хорасану. З часом вони оперсидилися, перейняши місцеві традиції та культуру..
Родоначальником став Шараф ад-Дін Музаффар, що висунувся на службі у Хулагуїдів. Ільхан Газан-хан призначив його командиром тисячі (амір-і-хазара) і правителем Єзда. На цій посаді зумів значно закріпитися, використовуючи боротьбу за трон ільханів.
Його син Мубаріз ад-Дін в 1314 отримав посаду атабека Єзда, де у 1335 після смерті ільхана Абу-Саїда створив незалежну державу. Згодом боровся проти Ільханів Хорасану, Інджуїдів та Чобанідів.
В результаті до 1357 Музаффариди об'єднали під своєю владою Фарс (1354), Керман (1340) і Ісфаган (1357), завдавши поразки Інджуїдам і Куртам. Столицю було перенесено до Ширазу. Після цього Музаффариди вступили у конфлікт з Джалаїрським султанатом та спробували у 1357 захопити Південний Азербайджан з Тебризом. Це вдалося на короткий час.
У 1358 Шах Махмуд і Шах Шуджа, позбавивши влади батька Мубаріз ад-Діна, вступили в міжусобну війну, що закінчилпся перемогою Шах-Шуджа в 1375. Після цього боровся з Хусейном ібн Увайсом Джалаїрідів за Азербайджан, у 1374 спробував захопити Тебриз, проте марно.
Зазнав поразки від Тимура, еміра Чагатайського улусу, й вимушений був визнати зверхність останнього. Після смерті Шах Шуджи в 1384 в його володіннях почалася нова боротьба за владу. Цим скористалися сусіди. У 1387 Тимур захопив володіння Музаффаридів, після чого розділив їх між 3 представниками роду, а в 1391 включив до складу своєї держави. Останній Музаффарид, Шах-Мансур, пручався військам Тимура до 1393.

## Володарі
- Мубаріз ад-Дін Мухаммед (1314—1358)
- Шах Шуджа (1358—1384)
- Шах Махмуд (1364—1366)
- Зайн аль-Абідін (1384—1387)
- Шах Ях'я (1387—1391)
- Султан Ахмад (1387—1391)
- Султан Абу-Ісхак (1387—1391)
- Шах Мансур (1391—1393)

## Культура
Підтримували розвиток традиційної перської мініатюри. Найбільш ранні музаффарідські мініатюри відносяться до 1370-х років, але більш ранні етапи розвитку (1340—1350-ті роки) залишаються невідомими. У них помітний сильний вплив живопису Джалаїрідів, що діяла в цей час у Багдаді. Відбуваються важливі зміни в організації простору мініатюри і зміна масштабних співвідношень фігур з фоном. У побут входять лірико-поетичне прочитання сюжетів, схильність до вишуканості і витонченості образів.
Основним центром з виробництва рукописів при Музаффаридах став Шираз. Новий музаффаридський стиль (Ширазька школа) помітний в рукопису «Шахнаме», створеному 1371 року. Головною його особливістю є яскраво виражена декоративність, що властива усім 12 ілюстраціям манускрипту. Цей новий Ширазський стиль тривав щонайменше до кінця XIV століття, про що можна судити по ще одній копії «Шахнаме» Фірдоусі від 1393—1394 років.
На період панування цієї династії приходиться відродження перської поезії, яскравим представником став Хафіз Ширазі, що працював ще за Інджуїдів.